# Augustin Jean Fresnel
Augustin-Jean Fresnel (Broglie, 10 de maio de 1788 — Ville-d'Avray, 14 de julho de 1827) foi um físico francês.
Fresnel contribuiu significativamente na teoria da óptica ondulatória. Estudou o comportamento da luz tanto teórica como experimentalmente.
Foi um engenheiro civil e físico francês cuja pesquisa em óptica levou à aceitação quase unânime da teoria das ondas de luz, excluindo qualquer remanescente da teoria corpuscular de Newton, do final da década de 1830 até o final do século XIX. Ele talvez seja mais conhecido por inventar a lente Fresnel catadióptrica (refletiva / refrativa) e por ser pioneiro no uso de lentes "escalonadas" para aumentar a visibilidade dos faróis, salvando inúmeras vidas no mar. A lente de passo dióptrico (puramente refrativa) mais simples, proposta pela primeira vez pelo Conde de Buffon e reinventada independentemente pela Fresnel, é usada em ampliadores de tela e em lentes condensadoras para projetores suspensos.
Ao expressar o princípio de ondas secundárias de Huygens e o princípio de interferência de Young em termos quantitativos, e supondo que cores simples consistam em ondas sinusoidais, Fresnel deu a primeira explicação satisfatória da difração por arestas retas, incluindo a primeira explicação satisfatória da propagação retilínea baseada em ondas. Parte de seu argumento era uma prova de que a adição de funções sinusoidais da mesma frequência, mas com fases diferentes, é análoga à adição de forças com direções diferentes. Supondo ainda que as ondas de luz são puramente transversais, Fresnel explicou a natureza da polarização, o mecanismo da polarização cromática e os coeficientes de transmissão e reflexão na interface entre dois meios isotrópicos transparentes. Então, generalizando a relação direção-velocidade-polarização da calcita, ele explicou as direções e polarizações dos raios refratados em cristais duplamente refrativos da classe biaxial (aqueles para os quais as frentes de onda secundárias de Huygens não são assimétricas). O período entre a primeira publicação de sua hipótese de onda transversal pura e a submissão de sua primeira solução correta ao problema biaxial foi de menos de um ano.
Posteriormente, ele cunhou os termos polarização linear, polarização circular e polarização elíptica, explicou como a rotação óptica pode ser entendida como uma diferença nas velocidades de propagação para as duas direções da polarização circular e (ao permitir que o coeficiente de reflexão seja complexo) é responsável por a mudança na polarização devido à reflexão interna total, como explorada no rombo de Fresnel. 
Fresnel teve uma batalha ao longo da vida contra a tuberculose, à qual sucumbiu aos 39 anos. Embora não tenha se tornado uma celebridade pública em sua vida, ele viveu apenas o tempo suficiente para receber o devido reconhecimento de seus colegas, incluindo (no leito de morte) a Medalha Rumford, da Royal Society de Londres, e seu nome é onipresente na terminologia moderna da ótica e das ondas. Depois que a teoria das ondas da luz foi incluída na teoria eletromagnética de Maxwell na década de 1860, alguma atenção foi desviada da magnitude da contribuição de Fresnel. No período entre a unificação da óptica física de Fresnel e a unificação mais ampla de Maxwell, uma autoridade contemporânea, Humphrey Lloyd, descreveu a teoria das ondas transversais de Fresnel como "o tecido mais nobre que já adornou o domínio da ciência física, exceto o sistema de universo de Newton".

## Biografia

### Família
Augustin-Jean Fresnel (também chamado Augustin Jean ou simplesmente Augustin), nascido em Broglie, Normandia, em 10 de maio de 1788, foi o segundo de quatro filhos do arquiteto Jacques Fresnel (1755-1805) e sua esposa Augustine, née. Mérimée (1755-1833). Em 1790, após a Revolução, Broglie tornou-se parte do departamento de Eure. A família mudou-se duas vezes - em 1789/90 para Cherbourg e em 1794 para a cidade natal de Jacques, Mathieu, onde Madame Fresnel passaria 25 anos como viúva, sobrevivendo a dois de seus filhos.
O primeiro filho, Louis (1786-1809), foi admitido na École Polytechnique, tornou-se tenente na artilharia e foi morto em ação em Jaca, Espanha, um dia antes de seu 23º aniversário. O terceiro, Léonor (1790-1869), seguiu Augustin para a engenharia civil, sucedeu-o como secretário da Comissão do Farol e ajudou a editar seus trabalhos coletados. O quarto, Fulgence Fresnel (1795-1855), tornou-se um destacado linguista, diplomata e orientalista, e ocasionalmente ajudou Augustin nas negociações. Aparentemente, Léonor foi o único dos quatro que se casou.
O irmão mais novo de sua mãe, Jean François "Léonor" Mérimée (1757-1836), pai do escritor Prosper Mérimée (1803-1870), foi um pintor que voltou sua atenção para a química da pintura. Ele se tornou o Secretário Permanente da École des Beaux-Arts e (até 1814) professor da École Polytechnique, e foi o ponto de contato inicial entre Augustin e os principais físicos ópticos da época.  

### Educação
Os irmãos Fresnel foram inicialmente educados em casa por sua mãe. O doentio Augustin era considerado o lento, não inclinado à memorização;  mas a história popular que ele mal começou a ler até os oito anos de idade é contestada. Aos nove ou dez anos de idade, ele não se distinguia, exceto por sua capacidade de transformar galhos de árvores em arcos e armas de brinquedo que funcionavam muito bem, conquistando o título de homme de génie (o homem de gênio) de seus cúmplices, e uma repressão unida de seus anciãos.
Em 1801, Augustin foi enviado à École Centrale em Caen, como empresa de Louis. Mas Augustin elevou sua performance: no final de 1804, ele foi aceito na École Polytechnique, ficando em 17º no exame de admissão. Quando os registros detalhados da École Polytechnique começam em 1808, sabemos pouco sobre o tempo de Augustin lá, exceto que ele fez poucos ou nenhum amigo e - apesar da contínua má saúde - se destacou no desenho e na geometria: em seu primeiro ano ele ganhou um prêmio por sua solução para um problema de geometria colocado por Adrien-Marie Legendre. Formado em 1806, ele se matriculou na École Nationale des Ponts et Chaussées (Escola Nacional de Pontes e Estradas, também conhecida como "ENPC" ou "École des Ponts"), da qual se formou em 1809, ingressando no serviço do Corps des Ponts et Chaussées como aspirante a aprendiz ordinário (engenheiro comum em treinamento). Direta ou indiretamente, ele permaneceria no emprego do "Corps des Ponts" pelo resto de sua vida.

### Formação religiosa
Os pais de Augustin Fresnel eram católicos romanos da seita jansenista, caracterizados por uma visão agostiniana extrema do pecado original. A religião ficou em primeiro lugar na educação em casa dos meninos. Em 1802, a sra. Fresnel disse:
Peço a Deus que dê a meu filho a graça de empregar os grandes talentos que ele recebeu, para seu próprio benefício e para o Deus de todos. Muito será perguntado a ele a quem muito foi dado, e a maioria será exigida àquele que mais recebeu.
Augustin permaneceu jansenista. Na verdade, ele considerava seus talentos intelectuais como presentes de Deus e considerava seu dever usá-los para o benefício de outros. Atormentado por problemas de saúde e determinado a cumprir seu dever antes que a morte o frustrasse, ele evitou prazeres e trabalhou até o ponto de exaustão. Segundo seu colega engenheiro Alphonse Duleau, que ajudou a cuidar dele durante sua doença final, Fresnel viu o estudo da natureza como parte do estudo do poder e da bondade de Deus. Ele colocou a virtude acima da ciência e da genialidade. No entanto, em seus últimos dias, ele precisava de "força da alma", não apenas contra a morte, mas contra "a interrupção das descobertas ... das quais ele esperava obter aplicações úteis".
O jansenismo é considerado herético pela Igreja Católica Romana e pode ser parte da explicação de porque Fresnel, apesar de suas realizações científicas e suas credenciais monarquistas, nunca ganhou um posto de ensino acadêmico permanente; o único compromisso de ensino ocorreu no Athénée no inverno de 1819 a 1820. Seja como for, o breve artigo sobre Fresnel na antiga Enciclopédia Católica não menciona seu jansenismo, mas o descreve como "um homem profundamente religioso e notável por seu aguçado senso de dever".

## Trabalhos na engenharia
Fresnel foi inicialmente publicado no departamento ocidental de Vendée. Lá, em 1811, ele antecipou o que ficou conhecido como o processo Solvay para a produção de carbonato de sódio, exceto que a reciclagem da amônia não foi considerada. Essa diferença pode explicar por que os principais químicos, que descobriram sua descoberta através de seu tio Léonor, acabaram por considerá-la não econômica.

Por volta de 1812, Fresnel foi enviado para Nyons, no departamento sul de Drôme, para ajudar na estrada imperial que ligava Espanha e Itália. É de Nyons que temos a primeira evidência de seu interesse em óptica. Em 15 de maio de 1814, enquanto o trabalho era frouxo devido à derrota de Napoleão, Fresnel escreveu um "P.S." ao irmão Léonor, dizendo em parte:
"Eu também gostaria de ter artigos que possam me contar sobre as descobertas dos físicos franceses sobre a polarização da luz. Vi no Moniteur de há alguns meses que Biot havia lido para o Instituto um livro de memórias muito interessante sobre a polarização da luz. Embora eu quebre minha cabeça, não consigo adivinhar o que é isso."
No final de 1814, Fresnel ainda não tinha informações sobre o assunto. (Sobre o nome Instituto, observe que a Academia Francesa de Ciências foi fundida com outras academias para formar o Institut de France em 1795. Em 1816, a Academia Francesa de Ciências recuperou seu nome e autonomia, mas permaneceu parte do Instituto.
Em março de 1815, percebendo o retorno de Napoleão de Elba como "um ataque à civilização", Fresnel partiu sem licença, correu para Toulouse e ofereceu seus serviços à resistência monarquista, mas logo se viu na lista de doentes. Retornando a Nyons derrotado, ele foi ameaçado e teve suas janelas quebradas. Durante os Cem Dias, ele foi suspenso, o que acabou por ser permitido passar na casa de sua mãe em Mathieu. Lá, ele usou seu lazer forçado para iniciar seus experimentos ópticos.

## Trabalhos
- Augustin Fresnel, « Premier Mémoire sur la diffraction de la lumière », Annales de Chimie et de Physique Vol.1,‎ 1816, p. 239-281
- Augustin Fresnel, « Mémoire sur les couleurs développées dans les fluides homogènes par la lumière polarisée », Académie des sciences réimprimé dans les Oeuvres de Fresnel Vol.1,‎ 30 mars 1818
- François Arago et Augustin Fresnel, « Mémoire sur l'action que les rayons lumineux polarisés exercent les uns sur les autres », Annales de Chimie et de Physique Vol.10,‎ 1819, p. 288-306.
- Augustin Fresnel, « Mémoire sur la diffraction de la lumière », Mémoires de l'Académie royale des sciences, Vol.V,‎ apresentado em 29 de julho de 1818, aceito em 15 de março de 1819, publicado em 1826, p. 339-475
- Augustin Fresnel, De la lumière, contribution à l'ouvrage de Jean Riffault, Supplément à la traduction française de la cinquième édition du "Système de Chimie" par Th.Thomson, Paris, Méquignon - Marvis, 1822, 547 p. réimprimé dans Œuvres complètes (1868), Vol.2, p. 3-146.
- Augustin Fresnel, « Mémoire sur un nouveau système d'éclairage des phares (suivi du Procès-verbal de l’expérience faite, le 20 août 1822 par la Commission des Phares, sur l’appareil lenticulaire à feux tournants destiné à l’éclairage du phare de Cordouan) », Académie royale des sciences réimprimé dans Oeuvres de Fresnel 1866-1870, Vol.3,‎ 29 juillet 1822, p. 97-126
- Augustin Fresnel, « Mémoire sur la double réfraction », Mémoires de l'Académie Royale des Sciences de l'Institut de France Vol.7,‎ 1824, p. 45-176
- H. de Senarmont, E.Verdet, and L.Fresnel, Oeuvres complètes d'Augustin Fresnel Vol.1, Paris, Imprimerie Impériale, 1866, 804 p.
- H. de Senarmont, E.Verdet, and L.Fresnel, Oeuvres complètes d'Augustin Fresnel Vol.2, Paris, Imprimerie Impériale, 1868, 854 p.
- H. de Senarmont, E.Verdet, and L.Fresnel, Oeuvres complètes d'Augustin Fresnel Vol.3, Paris, Imprimerie Impériale, 1870, 844 p.